# Разино (Клепининский сельсовет)
Ра́зино (до 1948 года Джага́-Челеби́; укр. Разіне, крымскотат. Cağa Çelebi, Джагъа Челеби) — исчезнувшее село в Красногвардейском районе Республики Крым, располагавшееся на западе района, в степной части Крыма, примерно в 3,5 км к западу от села Карповка.

## История
Впервые в доступных исторических источниках упоминание о поселении встречается в Статистическом справочнике Таврической губернии 1915 года, согласно которому в деревне Джамбу-Челеби Александровской волости Перекопского уезда числилось 6 дворов (1 двор с землёй, 5 — безземельные, но за селением земли не числилось) с русским населением в количестве 32 человек приписных жителей, из которых 17 мужчин и 15 женщин. В хозяйствах имелось 31 лошадь, 4 вола, 22 коровы и 19 голов мелкого скота.
После установления в Крыму Советской власти и учреждения 18 октября 1921 года Крымской АССР, в составе Джанкойского уезда был образован Курманский район, в состав которого включили село. В 1922 году уезды получили название округов. 11 октября 1923 года, согласно постановлению ВЦИК, в административное деление Крымской АССР были внесены изменения, в результате которых был ликвидирован Курманский район и село включили в состав Джанкойского. Согласно Списку населённых пунктов Крымской АССР по Всесоюзной переписи 17 декабря 1926 года, в селе Джага-Челеби Акчоринского (русского) сельсовета Джанкойского района, числилось 11 дворов, все крестьянские, население составляло 88 человек, из них 33 украинца и 25 русских. Постановлением Президиума КрымЦИКа «Об образовании новой административной территориальной сети Крымской АССР» от 26 января 1935 года был создан немецкий национальный (лишённый статуса национального постановлением Оргбюро ЦК КПСС от 20 февраля 1939 года) Тельманский район (с 14 декабря 1944 года — Красногвардейский) и село включили в его состав.
После освобождения Крыма от фашистов, 12 августа 1944 года было принято постановление № ГОКО-6372с «О переселении колхозников в районы Крыма» по которому в район из областей Украины и России переселялись семьи колхозников, а в начале 1950-х годов последовала вторая волна переселенцев из различных областей Украины. С 25 июня 1946 года Джага-Челеби в составе Крымской области РСФСР. Указом Президиума Верховного Совета РСФСР от 18 мая 1948 года Джаба-Челеби (иначе, Джага-Челеби) переименовали в Разино. 26 апреля 1954 года Крымская область была передана из состава РСФСР в состав УССР. Время включения в Петровский сельсовет пока не установлено: на 15 июня 1960 года село уже числилось в его составе. Ликвидировано Разино в период с 1968, когда село ещё записано в составе Александровского сельсовета по 1977 годы как село того же Александровского сельсовета.